# Бланда
Бланда (на исландски Blanda) е река в Исландия течаща в югозападна посока от глетчера „Hofsjökull“. Бланда е най-голямата река в страната с дължина около 125 km и площ 2370 km². Бланда е една от основните местообитания на сьомгата в Исландия. Реката е производител на електроенергия, захранвайки с водите си водно-електрическа централа с мощност 150 МВ.